# Тревор Фенкатт
Тревор Фенкатт (англ. Trevor Fancutt; 14 липня 1934 — 23 грудня 2022) — колишній південноафриканський тенісист.
Перемагав на турнірах Великого шолома в змішаному парному розряді.

## Фінали турнірів Великого шолома

### Мікст (1 перемога)
| Результат | Рік  | Турнір              | Покриття | Партнер     | Суперники                      | Рахунок  |
| --------- | ---- | ------------------- | -------- | ----------- | ------------------------------ | -------- |
| Перемога  | 1960 | Чемпіонат Австралії | Трава    | Джен Легейн | Мартін Малліген Крістін Труман | 6–2, 7–5 |